# Rhamnidium
Rhamnidium ist eine Gattung aus der Familie der Kreuzdorngewächse (Rhamnaceae). Sie umfasst rund 12 Arten in Südamerika sowie in der Karibik.

## Beschreibung
Rhamnidium sind immergrüne Sträucher oder kleine Bäume, deren häufig drüsenbesetzte, schwärzliche Blätter gegenständig angeordnet stehen.
Die Blüten stehen als langgestielte, achselbürtige, doldenartige, kleine Zymen. Der während der Frucht überdauernde Blütenbecher ist verkehrt kegel- bis halbkugelförmig, der mit dem Blütenbecher verwachsene Diskus ist sehr dünn. Der Fruchtknoten ist halbunter- bis oberständig. Die Früchte sind Steinfrüchte mit einem unvollständig zweifächrigen Steinkern und ein bis zwei Samen.

## Verbreitung und Systematik
Die Gattung wurde 1861 von Siegfried Reissek erstbeschrieben, sie gilt als revisionsbedürftig. Die Gattung Rhamnidium umfasst rund zwölf Arten im tropischen Südamerika sowie auf Kuba und Jamaika. Innerhalb der Kreuzdorngewächse wird sie in die Tribus Rhamneae eingeordnet. Zu den Arten zählen:
- Rhamnidium dictyophyllum Urb.: Sie kommt in Jamaika vor.[2]
- Rhamnidium elaeocarpum Reissek: Sie kommt von Ecuador bis Brasilien und Paraguay vor.[2]
- Rhamnidium nipense Urb.: Sie kommt nur im östlichen Kuba vor.[2]

## Nachweise
1. 1 2 3  Diego Medan, Carsten Schirarend: Rhamnaceae In: Klaus Kubitzki (Hrsg.): The Families and Genera of Vascular Plants - Volume VI - Flowering Plants - Dicotyledons - Celastrales, Oxalidales, Rosales, Cornales, Ericales, 2004, S. 333, ISBN 978-3-540-06512-8
2. 1 2 3  Datenblatt Rhamnidium bei POWO = Plants of the World Online von Board of Trustees of the Royal Botanic Gardens, Kew: Kew Science.